# Orobanche alba
Espèce
Synonymes
- Catodiacrum sparsiflorum Dulac.[1]
- Orobanche alexandri Tineo[1]
- Orobanche buhsei Reut.[1]
- Orobanche epithymum DC.[1]
- Orobanche raddeana Beck[1]

Statut de conservation UICN

 LC  : Préoccupation mineure
Orobanche alba, l'Orobanche blanche ou Orobanche du thym, est une espèce de plantes herbacées parasites, sans chlorophylle, de la famille des Orobanchacées originaire des régions tempérées de l'hémisphère nord.
Cette espèce parasite principalement les plantes du genre Thymus (les thyms) mais aussi sur d'autres Lamiacées. En Suisse, on la rencontre aux étages collinéen et subalpin.

## Liste des sous-espèces et variétés
Selon Catalogue of Life (16 août 2017) :
- Orobanche alba subsp. alba
- Orobanche alba subsp. cuprea (Boiss. & Balansa ex Boiss.) Uhlich, Kreutz & Rätzel
- Orobanche alba subsp. xanthostigma Rätzel & Uhlich
- Orobanche alba var. superba (Solms ex Celak.) Uhlich & Rätzel

Selon NCBI (16 août 2017) :
- Orobanche alba subsp. major

## Statuts de protection, menaces
L'espèce n'est pas considérée comme étant menacée en France. En 2021 elle est classée Espèce de préoccupation mineure (LC) par l'UICN.
Toutefois localement l'espèce peut se raréfier : elle a disparu en Nord-Pas-de-Calais ; elle est considérée Quasi menacée (NT), proche du seuil des espèces menacées ou qui pourrait être menacée si des mesures de conservation spécifiques n'étaient pas prises, dans la région Poitou-Charentes, Champagne-Ardennes et Lorraine ; elle est considérée Vulnérable (VU) en Haute-Normandie, région Centre, Limousin, Île-de-France, Bourgogne ; elle est en Danger (EN) en Basse-Normandie et Pays-de-la-Loire.